# Michaeliskirche (Blankenloch)

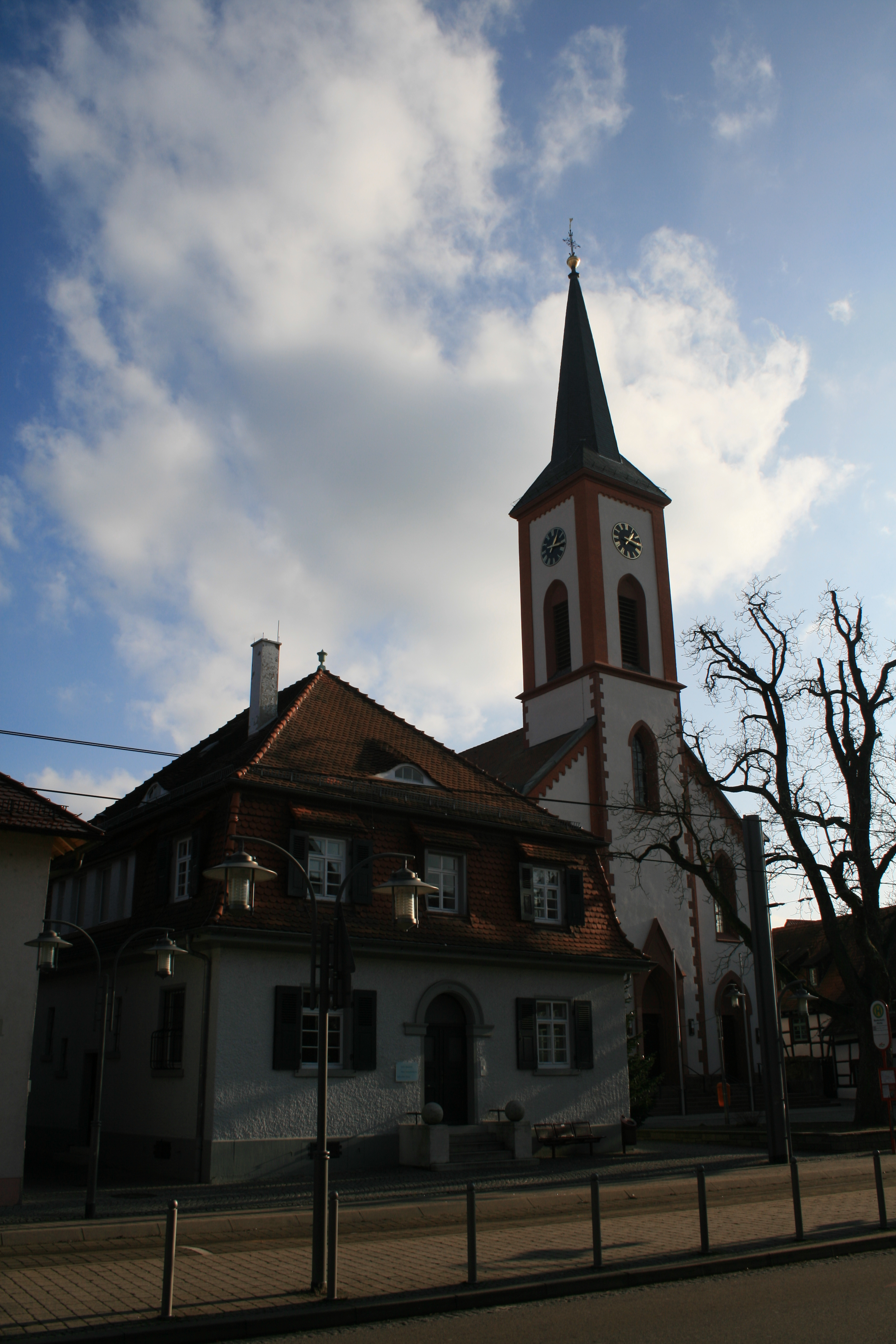
Die Michaeliskirche nach der Aussenrenovation von 2007

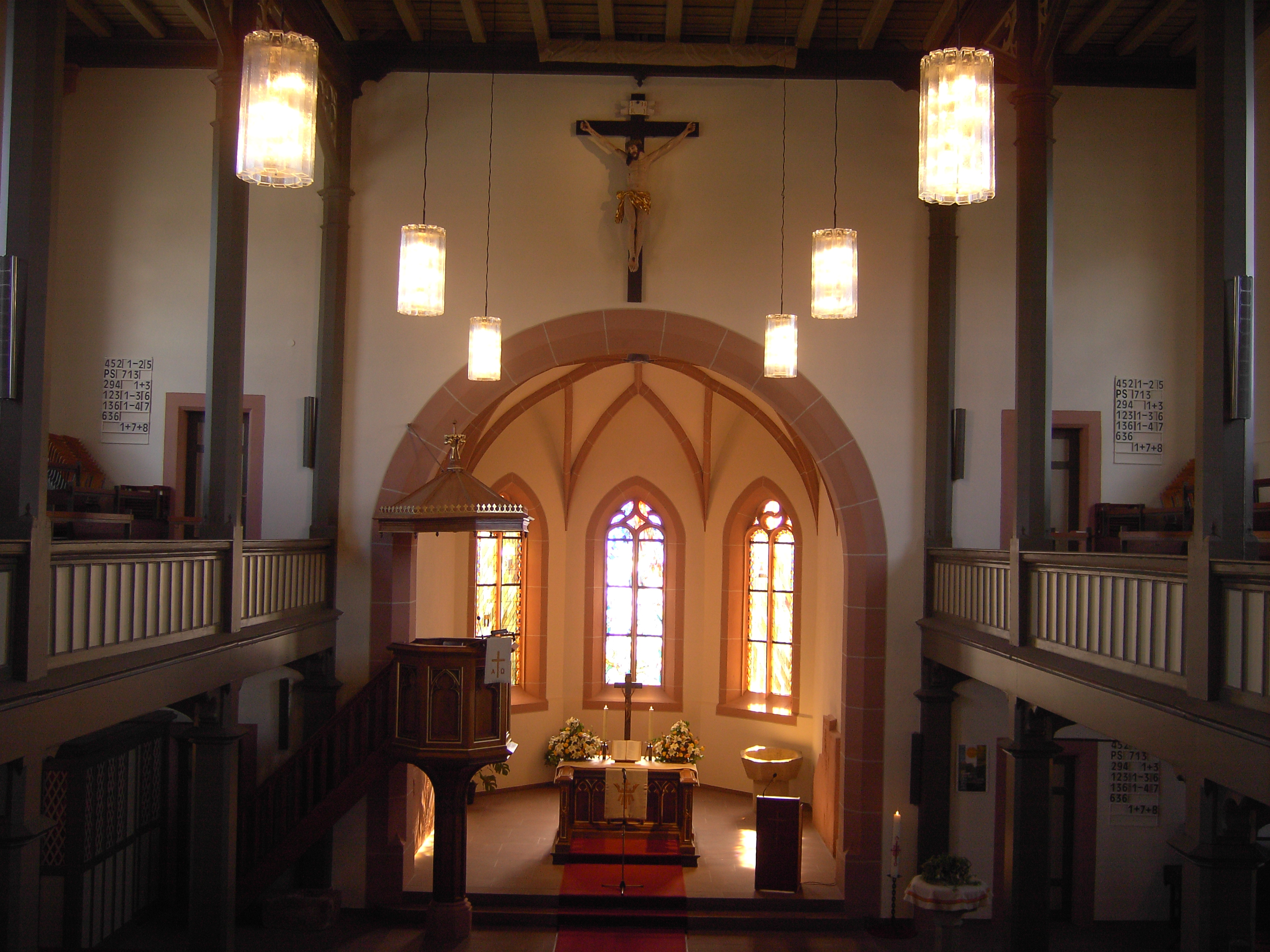
Innenansicht der Michaeliskirche

Die Michaeliskirche ist die evangelische Kirche im Stutenseer Stadtteil Blankenloch. Der Grundstein zum heutigen Kirchenbau wurde am 24. Mai 1857 gelegt und drei Jahre später, am 20. Mai 1860 wurde er eingeweiht. Ein Teil des Vorgängerbaus von 1521 wurde in das Gebäude integriert. Bei der Renovation 1974 wurden die Fundamente einer Kirche aus noch älterer Zeit entdeckt.

## Bauperioden
Das Alter der ältesten gefundenen Fundamente ist unbekannt. Der älteste datierbare Fund ist ein Grabmal aus dem Jahre 1366, dessen Inschrift einen Edelknecht namens Kraft von Gamburg nennt. Der erste urkundliche Beleg des Kirchengebäudes ist auf den 29. April 1392 datiert. In der im Generallandesarchiv in Karlsruhe aufbewahrten Urkunde wird der Verkauf eines Hofs und des dritten Teils am Kirchensatz in Blankenloch von Gerhard von Staffort an Heinrich Kunzmann festgehalten.
Die nächste Bauperiode begann mit der Grundsteinlegung des Nachfolgebaus am 3. März 1521. Eine entsprechende Inschrift auf einer Bleiplatte wurde bei Grabungen 1974 in der Kirche entdeckt. Diese Kirche wurde 1857 teilweise abgerissen, da sie zu klein geworden war. Dabei wurde der spätgotische Chor um 6,70 m nach Osten versetzt, das Kirchenschiff von 6,80 m auf 11,20 m (an der Dachtraufe gemessen) und der Turm von 29 m auf 57 m erhöht. Auch der Innenraum wurde stark verändert und die Platzzahl erhöhte sich von 580 auf 1200, wobei nach heutigen Sicherheitsvorschriften nur noch 700 Plätze ausgewiesen sind.

## Glocken
Das Glockengeläut der Michaeliskirche besteht aus vier Glocken:
fis1,
a1,
h1,
cis2